# 동정 (성 문화)
동정(童貞)은 일반적으로 성행위를 경험하지 않은 상태 또는 그런 사람을 가리키는 말이다. "성행위를 경험하지 않은"이라는 기준은 다양한 견해가 있고, 어느 시점을 성행위라고 하는 것에 대해 명확한 정의는 없다.